# اوندژی اشتپانک
اوندژی اشتپانک (چکی: Ondřej Štěpánek; ۲۸ نوامبر ۱۹۷۹) قایقران کانو اهل جمهوری چک بود.
وی در مسابقات کشوری و بین‌المللی در مجموع برندهٔ ۱۴ مدال طلا، ۹ مدال نقره، ۴ مدال برنز شده‌است.